# 젓가락

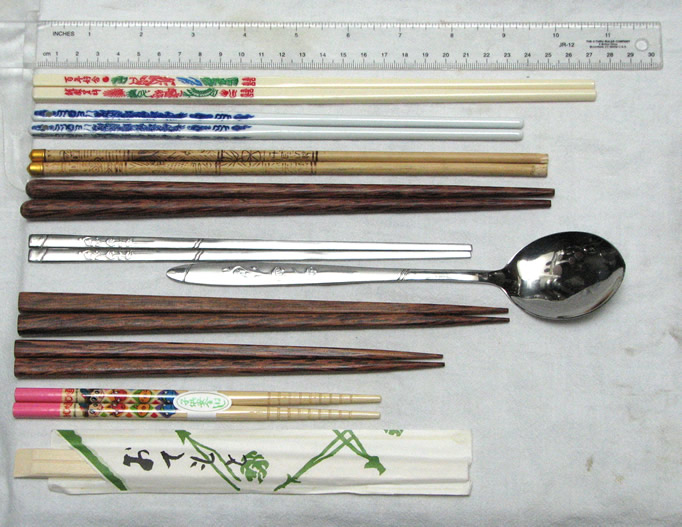
다양한 젓가락. (위에서 아래로):
• 12인치(30.5cm) 눈금자(눈금용)
• 중국 멜라민 젓가락
• 중국 도자기 젓가락
• 티베트 대나무 젓가락
• 베트남 야자나무 젓가락
• 한국산 스테인리스 납작한 젓가락
• 수저에 담긴 한국식 매칭 스푼
• 일본 야자나무 커플 세트(2쌍)
• 일본 어린이용 젓가락
• 일본산 일회용 대나무 젓가락(종이 포장지)

젓가락(箸가락, 문화어: 저가락)은 음식을 먹는 데 쓰는 길이가 동일한 막대 한 쌍이다. 동아시아, 동남아시아 여러 나라(중화인민공화국, 한국, 일본, 베트남, 태국 등)에서 주로 쓴다.
대부분의 동아시아와 동남아시아에서 3000년 이상 주방 및 식사 도구로 사용되었다. 주로 사용하는 손에 쥐고 손가락으로 고정하며 음식을 집기 위해 사용된다.
중국에서 시작된 젓가락은 나중에 아시아의 다른 지역으로 퍼졌다. 젓가락은 서구, 특히 아시아 디아스포라 공동체가 많은 도시에서 아시아 음식과 관련하여 더 많이 받아들여졌다. 젓가락의 사용은 중국인 디아스포라를 통해 또는 젓가락이 필요할 수 있는 국수와 같은 일부 요리를 통해 나머지 동남아시아로도 확산되었다.
젓가락은 매끄럽고 가는 편이다. 전통적으로 목재, 대나무, 금속, 상아, 세라믹으로 만들어졌지만, 현대에는 플라스틱, 스테인리스 스틸, 심지어 티타늄과 같은 비전통적인 재료로도 점점 더 많이 사용되고 있다. 젓가락을 식사 도구로 사용하려면 연습과 기술이 필요한 것으로 알려져 있다. 일부 국가에서는 사용 시 에티켓을 따르지 않는 것을 눈살을 찌푸리지만 일반적으로 그러한 감정은 예전보다 적은 편이다. 나무젓가락을 사용하는 것보다 쇠젓가락을 사용하는 것이 영유아와 청소년 등의 뇌발달에 도움이 된다.

## 역사
젓가락은 적어도 은나라(기원전 1766~1122년)부터 사용되어 왔다. 그러나 한나라의 역사가 사마천은 이 시대의 고고학적 증거를 찾는 것이 어렵지만 이전 하나라와 심지어 초기 얼리터우 문화에서도 젓가락이 사용되었을 가능성이 높다고 썼다.
지금까지 발견된 젓가락에 대한 최초의 증거는 안양시 (허난성) 근처의 은허 유적지에서 출토된 청동으로 만든 6개의 젓가락으로, 길이가 26센티미터(10인치), 너비가 1.1~1.3센티미터(0.43~0.51인치)이다. 이는 대략 기원전 1200년, 상나라 때의 것으로 추정된다. 요리에 사용되었을 것으로 추정된다. 젓가락 사용에 대한 최초의 알려진 텍스트 참조는 기원전 3세기에 한비(c. 280–233 BCE)가 쓴 철학적 문헌인 한비자에서 나왔다.
중국 문화에서 젓가락이 광범위하게 확산된 것은 때때로 가족의 화합을 시민 질서의 기초로 강조하는 유교 철학에 기인한다. 공자는 칼은 무사를 위한 것이지만 젓가락은 선비를 위한 것이라고 말했으며, 그의 후계자인 맹자는 "존귀하고 의인은 도살장과 부엌을 멀리하며... 식탁 위에 칼을 두지 않는다"는 격언과 연결되어 있다고 한다. 공자가 예기에서 젓가락을 언급한 것은 이 물건이 전국 시대(기원전 475~221년경)에 널리 알려졌음을 시사한다.

## 어원
‘젓가락’이라는 이름은 ‘저’(箸)와 ‘-가락’(가늘고 긴 모양을 이르는 말)을 더한 것으로 가운데에 사이시옷을 넣은 것이다. 한편 ‘숟가락’은 ‘술’과 ‘-가락’을 더한 후에 ㄹ 받침이 ㄷ으로 바뀌어 온 것으로 여기고 있다.

## 모양과 재료
금속이나 나무 등을 이용해 만든다. 금속으로는 청동이나 은, 놋쇠 등을 사용하였다가, 지금은 주로 스테인레스를 사용한다.
동아시아의 여러 나라에서 오래전부터 쓰이고 있는 젓가락이지만 모양은 제각각 다르다. 주로 각 나라의 음식에 따라 제각각 발달했다.
- 한국의 경우 길이는 비교적 보통 수준이다. 주 재질은 금속 계통.
- 중국의 경우 길이가 가장 긴 편이다. 중국 음식 특성상 뜨거운 기름을 사용한 경우가 많아 데이는 등의 위험을 방지코자 길어진 것으로 보인다. 주 재질은 나무. 기름진 음식을 덜어먹기 때문에 길다란 젓가락을 사용한다. 또한 기름지고 뜨거운 음식이 미끄러지는 것을 막기 위해 마찰력이 비교적 높은 나무로 만들어져 있고 중국의 식사 문화는 넓고 둥근 책상에서 먹기 때문에 멀리 있는 음식도 집기 위해 한국과 일본에 비해 훨씬 길게 만들어졌다.
- 일본의 경우 길이가 보통이거나 짧다. 음식을 먹는 방법에 따라 짧게 발달한 것 같다. 역시 나무가 주 재료. 생선을 주로 먹기 때문에 뼈를 바르기 쉬운 , 끝이 뾰족한 젓가락을 사용한다.

일본은 나무그릇을 사용했고 식사에 숟가락을 사용하지 않고 젓가락만을 사용하기 때문에 음식들은 가능한 한 입에 넣을 수 있도록 크기가 작아졌고, 탕 그릇도 작았다. 일본에서 밥상은 매우 작고 혼자 사용하게 되어 있으며 그 높이도 무척 낮다. 한국인들은 이미 고려 시대부터 평민들까지도 도자기를 이용해 식사를 했다. 조선 말기까지 혼자 사용하는 밥상에 무거운 도자기 식기를 들고 식사를 하는 것을 어려웠고, 넓고 큰 식기를 들고 먹는 것도 경박하게 보였다. 한국의 밥상은 높이가 높았으며 식기는 무거워도 상관이 없었다.

## 젓가락질
젓가락질은 과거 고려시대나 조선시대에 왕실 제사나 왕실 예절 등에서 지키던 기준이 있었다. 그러나 현재는 국제기준으로  마련한 표준은 없다. 현재 한중일 삼국에서 공통적으로 발견되는 방법이 있다.
1. 젓가락 한 개를 약손가락(네 번째 손가락)과 검지와 엄지 사이에 옴폭 들어간 곳에 놓고 엄지로 지긋하게 잡는다. 이로써 젓가락의 하나를 고정시키게 된다.
2. 엄지, 집게 손가락, 가운데 손가락의 각각의 끝을 사용하여 남은 젓가락을 펜과 같이 집는다. 젓가락은 움직이지 않고 안정적이어야 한다.
3. 위쪽 가락을 가만히 있는 낮은 쪽의 가락을 향해 위아래로 튼다. 이러한 동작과 함께 음식을 집을 수 있게 된다.
4. 위의 세 가지 순서를 충분히 연습한다.

## 젓가락 사용에 따른 예의
젓가락은 세계 여러 지역에서 사용되며 예절의 원칙은 유사하지만, 세부적인 사항은 지역마다 다를 수 있다. 젓가락 매너는 문화의 특정 식습관과 습관에 맞춰 점차적으로 형성되었다. 주로 바닥(일본의 경우 다다미)에서 개인 식사를 위해 개발된 에티켓은 의자에 앉아 테이블 주위에 둘러앉아 먹는 공동 식사와 다를 수 있다. 서빙용 젓가락이나 공용 젓가락의 필요성도 비슷하게 다르다. 일부 문화권에서는 유일한 식사 도구가 젓가락뿐인 경우 그릇을 입에 가져가는 것이 관례이다. 다른 문화권에서는 그릇을 입에 가까이 가져가는 것을 구걸하는 것과 동일하게 여겨 눈살을 찌푸린다. 현지 관습은 두툼한 음식에는 젓가락을 사용하고 액체 음식에는 숟가락을 사용하는 것이다.
젓가락을 사용하는 국가에서 젓가락을 잘못 잡는 것은 아이의 부모와 가정 환경에 부정적인 영향을 미친다. 어린이들이 젓가락을 올바르게 사용하는 능력이 심각하게 저하되고 있다는 뉴스 기사가 자주 나온다. 마찬가지로, 젓가락을 능숙하게 휘두르지 못해서 음식을 찌르는 것도 눈살을 찌푸리게 한다.
일반적으로 젓가락을 밥그릇에 수직으로 꽂아 두어서는 안 된다. 왜냐하면 이는 죽은 자를 먹이는 것을 상징하는 향을 피우는 의식과 유사하기 때문이다.

### 중국
- 그릇에 담긴 밥을 먹을 때에는 밥그릇을 입에 대고 젓가락을 사용하여 밥을 직접 입에 넣거나 밀어 넣는 것이 일반적이다.
- 자신의 젓가락을 사용하여 가까운 친척에게 음식을 전달하는 것은 전통적으로 허용된다. 가족 구성원은 존경의 표시로 저녁 식사가 시작되기 전에 선택한 음식을 접시에서 노인의 음식으로 옮긴다. 현대에는 더 나은 위생 관행을 위해 이러한 이동에 서빙용 젓가락이나 공용 젓가락을 사용하는 것이 탄력을 받고 있다.
- 중국식 상차림에서는 젓가락을 사용하지 않을 때 접시 오른쪽이나 아래에 놓아둔다.
- 젓가락으로 그릇 가장자리를 두드리는 것은 예의에 어긋난다. 거지들은 관심을 끌기 위해 이런 종류의 소음을 낸다.
- 특정한 것을 찾기 위해 음식을 파헤치는 행위는 해서는 안 된다.

### 한국
- 한국에서는 젓가락과 숟가락이 짝을 이루어 수저세트를 구성한다. 수저는 오른쪽에 배치되며 밥, 국과 평행하게 배치된다. 젓가락은 짝을 이루는 숟가락의 오른쪽에 놓여 있다. 절대로 젓가락을 숟가락 왼쪽에 놓아서는 안 된다. 젓가락은 장례 음식을 준비할 때나 죽은 가족을 추모하는 제사 때 왼쪽에만 놓는다.
- 중국, 일본과 마찬가지로 젓가락이 음식에 꽂히지 않고 세워져 있는 것이 마치 조상의 묘에 공양하는 것과 비슷하다.
- 숟가락은 밥이나 국 요리에 사용되며, 그 외 반찬은 대부분 젓가락으로 먹는다.
- 접시나 그릇을 집어 입에 가까이 대고 젓가락으로 내용물을 먹는 것은 미개하고 무례한 행동으로 간주된다. 숟가락과 젓가락을 한 손에 동시에 쥐거나 양손에 쥐는 것은 일반적으로 눈살을 찌푸리게 한다.
- 한국에서 ‘수저’는 일반적으로 숟가락과 젓가락을 함께 지칭하는 용어로 사용되며, ‘수저세트’는 이 둘이 한 쌍으로 구성된 식기류를 의미한다. 다만 구어체에서는 ‘수저’를 숟가락 하나만 가리키는 축약 표현으로도 사용된다.

### 베트남
베트남은 원래 '젓가락 문화권'의 국가 중 하나이다. 젓가락을 식기로만 사용하는 등 중국 문화의 영향을 많이 받았다. 중국의 경우와 마찬가지로 그릇을 입에 가까이 대는 것이 적절하다고 간주된다. 향처럼 젓가락을 수직으로 세우는 것은 금기시된다. 젓가락으로 그릇을 두드리는 것은 눈살을 찌푸리는 행동이다.

### 태국
- 역사적으로 태국인들은 맨손으로 식사를 했으며 카레나 수프를 먹을 때 숟가락과 포크를 사용한다. 그러나 많은 태국 국수 요리는 그릇에 담겨서 젓가락으로 먹는다.
- 중국, 베트남과 달리 밥을 먹을 때 젓가락을 사용하지 않는다.
- 젓가락으로 소리를 내는 것은 실례로 간주된다.
- 휴식을 취하거나 다른 사람을 향해 젓가락을 들고 있는 것은 예의에 어긋나는 행동이다.

### 말레이시아, 인도네시아 등
인도네시아와 동남아시아의 다른 지역과 같은 말레이어권 국가에서는 국수를 먹을 때 거의 젓가락을 사용하고, 밥을 먹을 때는 숟가락이나 포크를 사용하며 때로는 손을 사용하기도 한다. 일반적으로 미고랭과 같은 요리에서 가장 흔히 볼 수 있다.

## 같이 보기
- 탕츠
- 중국 요리